# برند لكه
برند لكه (بالألمانية: Bernd Lucke)‏ (و. 1962  م) هو اقتصادي، وأستاذ جامعي، وسياسي، وفيلسوف ألماني، ولد في برلين، هو عضوٌ في البديل من أجل ألمانيا (حتى 8 يوليو 2015)، وهو عضوٌ في الاتحاد الديمقراطي المسيحي (حتى 2011).

## مناصب
تولى منصب عضو البرلمان الأوروبي (منذ 25 مايو 2014)
.

## التعليم
تعلم في جامعة كاليفورنيا، بركلي، وتعلم في جامعة بون، وتعلم في جامعة برلين الحرة، وتحصل منها على دكتوراه، وتعلم في جامعة هاغن
.

## روابط خارجية
- برند لكه على موقع مونزينجر (الألمانية)